# Камјењ Поморски
Камјењ Поморски (пољ. Kamień Pomorski) је град у Пољској у Војводству Западно Поморје у Повјату камјењском. Према попису становништва из 2011. у граду је живело 9.302 становника.

## Становништво
Према прелиминарним подацима са пописа, у граду је 2011. живело 9.302 становника.
| 2002. | 2011. | 2012. |
| ----- | ----- | ----- |
| 9.218 | 9.302 | 9.190 |

## Партнерски градови
- Гримен
- Bromölla
- Kowary
- Порво
- Линен
- Торгелов